# Henri I của Pháp
Henry I (sinh khoảng 1008-1009 - mất 4 tháng 8 năm 1060 tại Vitry-aux-Loges, gần Orléans) là vua của Pháp, trị vì từ 1031 đến 1060.
Là một thành viên của nhà Capet, Henri I là con trai thứ của nhà vua Robert II, Henri đã đăng quang vua Pháp ngày 14 tháng 5, 1027 tại nhà thờ ở Reims theo truyền thống và đồng cai trị với vua cha. Henri I lên ngôi sau khi người anh trai ruột là Hugues II (Hugues Đại đế) tử nạn trong khi chuẩn bị chống lại Robert II.
Henri cũng từng là Công tước xứ Bourgogne từ năm 1016 đến 1032 thì từ chức và được thừa kế chức vụ này bởi người em trai là Robert Capet. 